# Kanton Montgiscard
Montgiscard is een voormalig kanton van het Franse departement Haute-Garonne. Het kanton maakte deel uit van het arrondissement Toulouse. Het werd opgeheven bij decreet van 13 februari 2014 met uitwerking op 22 maart 2015.

## Gemeenten
Het kanton Montgiscard omvatte de volgende gemeenten:
- Ayguesvives
- Baziège
- Belberaud
- Belbèze-de-Lauragais
- Corronsac
- Deyme
- Donneville
- Escalquens
- Espanès
- Fourquevaux
- Issus
- Labastide-Beauvoir
- Montbrun-Lauragais
- Montgiscard (hoofdplaats)
- Montlaur
- Noueilles
- Odars
- Pompertuzat
- Pouze
- Varennes